# Angelo Rossi
Pour les articles homonymes, voir Rossi.
Ne doit pas être confondu avec Angelo Maria Rossi.
Angelo Rossi, né à Florence en 1670 et mort en 1752 ou 1755 à Venise, est un peintre italien qui a étudié à Bologne et travaillé de nombreuses années à Venise où il a peint des vues architecturales et des schémas décoratifs.
Deux cent cinq de ses dessins d'architecture ont été publiés en 1756 dans un album relié .